# Brotherhood: Final Fantasy XV
Brotherhood: Final Fantasy XV (ブラザーフッド ファイナルファンタジーXV, Burazāfuddo: Fainaru Fantajī Fifutīn) est une web-série d'animation réalisée par Soichi Masui, produite par Akio Ofuji, écrite par Yuniko Ayana, sur une musique composée par Yasuhisa Inoue et Susumi Akizuki. Co-produite par Square Enix et A-1 Pictures, elle est basée sur l'univers du jeu vidéo de 2016 Final Fantasy XV. Brotherhood prend place pendant les événements du jeu Final Fantasy XV, revenant sur le passé des protagonistes du titre.
Brotherhood fait partie d'un univers étendu cross-média autour de Final Fantasy XV.

## Synopsis
Brotherhood se déroule dans le monde d'Eos, pendant les événements de Final Fantasy XV. Le royaume de Lucis, sous la protection du Cristal, est en guerre contre l'empire de Niflheim, qui domine une grande partie du monde. Un traité de paix doit être signé entre Lucis et Niflheim, scellé par l’union du prince Noctis, héritier du Lucis, et Lunafreya Nox Fleuret, oracle du Niflheim. Noctis part pour son mariage accompagné de ses amis proches : son garde du corps Gladiolus, son majordome Ignis, et Prompto. Au cours du trajet, Niflheim trahit le Lucis et Noctis est désormais traqué par les soldats mécaniques de l'empire.

### Épisodes
| Numéros | Titres                    | Première diffusion |
| ------- | ------------------------- | ------------------ |
| 1       | Avant la tempête          | 30 mars 2016       |
|         |                           |                    |
| 2       | Un joggeur sachant jogger | 14 juin 2016       |
|         |                           |                    |
| 3       | Épée et bouclier          | 7 juillet 2016     |
|         |                           |                    |
| 4       | Souvenirs aigres-doux     | 17 août 2016       |
|         |                           |                    |
| 5       | La chaleur de la Lumière  | 17 septembre 2016  |
|         |                           |                    |